# سيريل غاسر
سيريل غاسر هو لاعب كرة قدم سويسري في مركز الوسط، ولد في 11 مارس 1992 في سويسرا. لعب مع نادي ثون.

## وصلات خارجية
- سيريل غاسر على موقع الاتحاد الأوربي (الإنجليزية)
- سيريل غاسر على موقع قاعدة بيانات كرة القدم.إي يو (الإنجليزية)
- سيريل غاسر على موقع Soccerway.com (الإنجليزية)
- سيريل غاسر على موقع AS.com (الإسبانية)